# アメリカ合衆国司法長官
アメリカ合衆国司法長官（アメリカがっしゅうこくしほうちょうかん、United States Attorney General）は、アメリカ合衆国司法省の長であり、連邦政府において法律問題を担当する閣僚である。日本語で「司法長官」と訳されることから最高裁判所長官と誤解されることがあるが、日本でいう法務大臣に相当する閣僚である。
政治色が薄い閣僚であり、ロバート・ケネディのように司法長官の担当内容を踏み越えた役割を果たした場合を除き、政権の任期内は交代することなく任期を終えることが多い。

## 概説
司法長官は大統領が指名し、上院の承認を経て就任が認められる。上院の休会中は一時的に、大統領による休会任命もできる。
大統領は他の閣僚と同じように、司法長官を任意に罷免することができる権限を有しており、司法長官の罷免は大統領によって行われることが一般的である。司法長官の不正行為が明らかになった場合には下院の過半数の賛成による弾劾（訴追）が可能であり、上院での弾劾裁判にかけられる。もし上院の裁判において有罪と判決された場合、司法長官は罷免される。上院における有罪判決は、有効投票の3分の2以上が必要である。このとき当該司法長官は、生涯にわたって司法長官への再就任を禁止されることもある。

## 歴史
司法長官の職位は、1789年の連邦議会で制定された。当初の司法長官の職務は「合衆国に関わる最高裁判所のあらゆる訴訟に対応し、大統領その他の省庁の長の要請に応じて法的問題への助言を行う」ことであった。その後1870年、司法長官の職務遂行を支援するための機関として司法省が創設された。このように、設置から100年近くの間、担当する省がなかった経緯もあり、アメリカ合衆国の閣僚のなかで唯一職名が”Secretary of the･･”ではない。

## 歴代司法長官
| 代 | 画像           | 氏名                                 | 在任期間               | 在任期間               | 大統領                                                  |
| -- | -------------- | ------------------------------------ | ---------------------- | ---------------------- | ------------------------------------------------------- |
| 1  |                | エドムンド・ランドルフ               | 1789年9月26日          | 1794年1月26日          | ジョージ・ワシントン                                    |
| 2  |                | ウィリアム・ブラッドフォード         | 1794年1月27日          | 1795年12月9日          | ジョージ・ワシントン                                    |
| 3  |                | チャールズ・リー                     | 1795年12月10日         | 1801年2月19日          | ジョージ・ワシントン ジョン・アダムズ                   |
| 4  |                | レヴィ・リンカーン                   | 1801年3月5日           | 1805年3月2日           | トーマス・ジェファーソン                                |
| -  |                | ロバート・スミス（代理）             | 1805年3月3日           | 1805年8月6日           | トーマス・ジェファーソン                                |
| 5  |                | ジョン・ブレッキンリッジ             | 1805年8月7日           | 1806年12月14日         | トーマス・ジェファーソン                                |
| 6  |                | シーザー・オーガスタス・ロドニー     | 1807年1月20日          | 1811年12月10日         | トーマス・ジェファーソン ジェームズ・マディソン         |
| 7  |                | ウィリアム・ピンクニー               | 1811年12月11日         | 1814年2月9日           | ジェームズ・マディソン                                  |
| 8  |                | リチャード・ラッシュ                 | 1814年2月10日          | 1817年11月12日         | ジェームズ・マディソン                                  |
| 9  |                | ウィリアム・ワート                   | 1817年11月13日         | 1829年3月4日           | ジェームズ・モンロー ジョン・クィンシー・アダムズ       |
| 10 |                | ジョン・バーリン                     | 1829年3月9日           | 1831年7月19日          | アンドリュー・ジャクソン                                |
| 11 |                | ロジャー・トーニー                   | 1831年7月20日          | 1833年11月14日         | アンドリュー・ジャクソン                                |
| 12 |                | ベンジャミン・フランクリン・バトラー | 1833年11月15日         | 1838年7月4日           | アンドリュー・ジャクソン マーティン・ヴァン・ビューレン |
| 13 |                | フェリックス・グランディ             | 1838年7月5日           | 1840年1月10日          | マーティン・ヴァン・ビューレン                          |
| 14 |                | ヘンリー・ギルピン                   | 1840年1月11日          | 1841年3月4日           | マーティン・ヴァン・ビューレン                          |
| 15 |                | ジョン・クリッテンデン               | 1841年3月5日           | 1841年9月12日          | ウィリアム・ハリソン ジョン・タイラー                   |
| 16 |                | ヒュー・スウィントン・レグリー       | 1841年9月13日          | 1843年6月30日          | ジョン・タイラー                                        |
| 17 |                | ジョン・ネルソン                     | 1843年7月1日           | 1845年3月4日           | ジョン・タイラー                                        |
| 18 |                | ジョン・ヤング・メイソン             | 1845年3月5日           | 1846年10月16日         | ジェームズ・ポーク                                      |
| 19 |                | ネイサン・クリフォード               | 1846年10月17日         | 1848年3月17日          | ジェームズ・ポーク                                      |
| 20 |                | アイザック・トウシー                 | 1848年6月21日          | 1849年3月4日           | ジェームズ・ポーク                                      |
| 21 |                | リヴァーディ・ジョンソン             | 1849年3月8日           | 1850年7月21日          | ザカリー・テイラー                                      |
| 22 |                | ジョン・クリッテンデン               | 1850年7月22日          | 1853年3月4日           | ミラード・フィルモア                                    |
| 23 |                | ケイレブ・クッシング                 | 1853年3月7日           | 1857年3月4日           | フランクリン・ピアース                                  |
| 24 |                | ジェレマイア・ブラック               | 1857年3月6日           | 1860年12月16日         | ジェームズ・ブキャナン                                  |
| 25 |                | エドウィン・スタントン               | 1860年12月20日         | 1861年3月4日           | ジェームズ・ブキャナン                                  |
| 26 |                | エドワード・ベイツ                   | 1861年3月5日           | 1864年11月24日         | エイブラハム・リンカーン                                |
| 27 |                | ジェイムズ・スピード                 | 1864年12月2日          | 1866年7月22日          | エイブラハム・リンカーン アンドリュー・ジョンソン       |
| 28 |                | ヘンリー・スタンベリー               | 1866年7月23日          | 1868年7月16日          | アンドリュー・ジョンソン                                |
| 29 |                | ウィリアム・マクスウェル・エヴァーツ | 1868年7月17日          | 1869年3月4日           | アンドリュー・ジョンソン                                |
| 30 |                | エベニーザー・ロックウッド・ホアー   | 1869年3月5日           | 1870年11月22日         | ユリシーズ・グラント                                    |
| 31 |                | アモス・T・アカーマン                | 1870年11月23日         | 1871年12月13日         | ユリシーズ・グラント                                    |
| 32 |                | ジョージ・ヘンリー・ウィリアムズ     | 1871年12月14日         | 1875年4月25日          | ユリシーズ・グラント                                    |
| 33 |                | エドワーズ・ピアポント               | 1875年4月26日          | 1876年5月21日          | ユリシーズ・グラント                                    |
| 34 |                | アルフォンソ・タフト                 | 1876年5月22日          | 1877年3月4日           | ユリシーズ・グラント                                    |
| 35 |                | チャールズ・デヴェンズ               | 1877年3月12日          | 1881年3月4日           | ラザフォード・B・ヘイズ                                 |
| 36 |                | ウェイン・マクヴェーグ               | 1881年3月5日           | 1881年12月15日         | ジェームズ・ガーフィールド チェスター・A・アーサー      |
| 37 |                | ベンジャミン・H・ブリュースター      | 1881年12月16日         | 1885年3月4日           | チェスター・A・アーサー                                 |
| 38 |                | オーガスタス・H・ガーランド          | 1885年3月6日           | 1889年3月4日           | グロバー・クリーブランド                                |
| 39 |                | ウィリアム・H・H・ミラー             | 1889年3月7日           | 1893年3月4日           | ベンジャミン・ハリソン                                  |
| 40 |                | リチャード・オルニー                 | 1893年3月6日           | 1895年4月7日           | グロバー・クリーブランド                                |
| 41 |                | ジャドソン・ハーモン                 | 1895年4月8日           | 1897年3月4日           | グロバー・クリーブランド                                |
| 42 |                | ジョセフ・マッケナ                   | 1897年3月5日           | 1898年1月25日          | ウィリアム・マッキンリー                                |
| 43 |                | ジョン・W・グリッグス                | 1898年1月25日          | 1901年3月29日          | ウィリアム・マッキンリー                                |
| 44 |                | フィランダー・C・ノックス            | 1901年4月5日           | 1904年6月30日          | ウィリアム・マッキンリー セオドア・ルーズベルト         |
| 45 |                | ウィリアム・ヘンリー・ムーディ       | 1904年7月1日           | 1906年12月17日         | セオドア・ルーズベルト                                  |
| 46 |                | チャールズ・ジョセフ・ボナパルト     | 1906年12月17日         | 1909年3月4日           | セオドア・ルーズベルト                                  |
| 47 |                | ジョージ・W・ウィッカーシャム        | 1909年3月4日           | 1913年3月4日           | ウィリアム・タフト                                      |
| 48 |                | ジェームズ・C・マクレイノルズ        | 1913年3月5日           | 1914年8月29日          | ウッドロウ・ウィルソン                                  |
| 49 |                | トーマス・W・グレゴリー              | 1914年8月29日          | 1919年3月4日           | ウッドロウ・ウィルソン                                  |
| 50 |                | A・ミッチェル・パーマー              | 1919年3月5日           | 1921年3月4日           | ウッドロウ・ウィルソン                                  |
| 51 |                | ハリー・M・ドーハティ                | 1921年3月4日           | 1924年4月6日           | ウオレン・G・ハーディング カルビン・クーリッジ          |
| 52 |                | ハーラン・ストーン                   | 1924年4月7日           | 1925年3月1日           | カルビン・クーリッジ                                    |
| 53 |                | ジョン・G・サージェント              | 1925年3月7日           | 1929年3月4日           | カルビン・クーリッジ                                    |
| 54 |                | ウィリアム・D・ミッチェル            | 1929年3月4日           | 1933年3月4日           | ハーバート・フーヴァー                                  |
| 55 |                | ホーマー・S・カミングズ              | 1933年3月4日           | 1939年1月1日           | フランクリン・ルーズベルト                              |
| 56 |                | フランク・マーフィー                 | 1939年1月2日           | 1940年1月18日          | フランクリン・ルーズベルト                              |
| 57 |                | ロバート・H・ジャクソン              | 1940年1月18日          | 1941年8月25日          | フランクリン・ルーズベルト                              |
| 58 |                | フランシス・ビドル                   | 1941年8月26日          | 1945年6月26日          | フランクリン・ルーズベルト ハリー・S・トルーマン        |
| 59 |                | トム・C・クラーク                    | 1945年6月27日          | 1949年7月26日          | ハリー・S・トルーマン                                   |
| 60 |                | J・ハワード・マクグラース            | 1949年7月27日          | 1952年4月3日           | ハリー・S・トルーマン                                   |
| 61 |                | ジェームズ・P・マクグネラリー        | 1952年4月4日           | 1953年1月20日          | ハリー・S・トルーマン                                   |
| 62 |                | ハーバート・ブラウネル・ジュニア     | 1953年1月21日          | 1957年10月23日         | ドワイト・D・アイゼンハワー                             |
| 63 |                | ウィリアム・P・ロジャース            | 1957年10月23日         | 1961年1月20日          | ドワイト・D・アイゼンハワー                             |
| 64 |                | ロバート・ケネディ                   | 1961年1月20日          | 1964年9月3日           | ジョン・F・ケネディ リンドン・ジョンソン                |
| 65 |                | ニコラス・デブ・カッツェンバック     | 1964年9月4日（代理）   | 1965年1月28日（代理）  | リンドン・ジョンソン                                    |
| 65 | 1965年1月28日  | ニコラス・デブ・カッツェンバック     | 1966年11月28日         |                        | リンドン・ジョンソン                                    |
| 66 |                | ラムゼイ・クラーク                   | 1966年11月28日（代理） | 1967年3月10日（代理）  | リンドン・ジョンソン                                    |
| 66 | 1967年3月10日  | ラムゼイ・クラーク                   | 1969年1月20日          |                        | リンドン・ジョンソン                                    |
| 67 |                | ジョン・N・ミッチェル                | 1969年1月20日          | 1972年2月15日          | リチャード・ニクソン                                    |
| 68 |                | リチャード・クラインディースト       | 1972年2月15日          | 1973年5月25日          | リチャード・ニクソン                                    |
| 69 |                | エリオット・リチャードソン           | 1973年5月25日          | 1973年10月20日         | リチャード・ニクソン                                    |
| -  |                | ロバート・ボーク（代理）             | 1973年10月20日         | 1973年12月17日         | リチャード・ニクソン                                    |
| 70 |                | ウィリアム・サクスビー               | 1973年12月17日         | 1975年1月14日          | リチャード・ニクソン ジェラルド・フォード               |
| 71 |                | エドワード・レヴィ                   | 1975年1月14日          | 1977年1月20日          | ジェラルド・フォード                                    |
| 72 |                | グリフィン・ベル                     | 1977年1月26日          | 1979年8月16日          | ジミー・カーター                                        |
| 73 |                | ベンジャミン・R・シヴィレッティ      | 1979年8月16日          | 1981年1月19日          | ジミー・カーター                                        |
| 74 |                | ウィリアム・F・スミス                | 1981年1月23日          | 1985年2月25日          | ロナルド・レーガン                                      |
| 75 |                | エドウィン・A・ミーズ                | 1985年2月25日          | 1988年8月12日          | ロナルド・レーガン                                      |
| 76 |                | リチャード・L・ソーンバーグ          | 1988年8月12日          | 1991年8月15日          | ロナルド・レーガン ジョージ・H・W・ブッシュ             |
| 77 |                | ウィリアム・P・バー                  | 1991年8月16日（代理）  | 1991年11月26日（代理） | ジョージ・H・W・ブッシュ                                |
| 77 | 1991年11月26日 | ウィリアム・P・バー                  | 1993年1月20日          |                        | ジョージ・H・W・ブッシュ                                |
| -  |                | スチュアート・ジェルソン（代理）     | 1993年1月20日          | 1993年3月12日          | ビル・クリントン                                        |
| 78 |                | ジャネット・レノ                     | 1993年3月12日          | 2001年1月20日          | ビル・クリントン                                        |
| -  |                | エリック・ホルダー（代理）           | 2001年1月20日          | 2001年2月2日           | ジョージ・W・ブッシュ                                   |
| 79 |                | ジョン・アシュクロフト               | 2001年2月2日           | 2005年2月3日           | ジョージ・W・ブッシュ                                   |
| 80 |                | アルバート・ゴンザレス               | 2005年2月3日           | 2007年9月17日          | ジョージ・W・ブッシュ                                   |
| -  |                | ポール・クレメント（代理）           | 2007年9月17日          | 2007年9月18日          | ジョージ・W・ブッシュ                                   |
| -  |                | ピーター・キースラー（代理）         | 2007年9月18日          | 2007年11月9日          | ジョージ・W・ブッシュ                                   |
| 81 |                | マイケル・ミュケイジー               | 2007年11月9日          | 2009年1月20日          | ジョージ・W・ブッシュ                                   |
| -  |                | マーク・フィリップ（代理）           | 2009年1月20日          | 2009年2月3日           | バラク・オバマ                                          |
| 82 |                | エリック・ホルダー                   | 2009年2月3日           | 2015年4月27日          | バラク・オバマ                                          |
| 83 |                | ロレッタ・リンチ                     | 2015年4月27日          | 2017年1月20日          | バラク・オバマ                                          |
| -  |                | サリー・イエイツ（代理）             | 2017年1月20日          | 2017年1月30日          | ドナルド・トランプ                                      |
| -  |                | デイナ・ベンテイ（代理）             | 2017年1月30日          | 2017年2月9日           | ドナルド・トランプ                                      |
| 84 |                | ジェフ・セッションズ                 | 2017年2月9日           | 2018年11月7日          | ドナルド・トランプ                                      |
| -  |                | マシュー・ウィテカー（代理）         | 2018年11月7日          | 2019年2月14日          | ドナルド・トランプ                                      |
| 85 |                | ウィリアム・P・バー                  | 2019年2月14日          | 2020年12月23日         | ドナルド・トランプ                                      |
| -  |                | ジェフリー・A・ローゼン（代理）      | 2020年12月24日         | 2021年1月20日          | ドナルド・トランプ                                      |
| -  |                | モンティ・ウィルキンソン（代理）     | 2021年1月20日          | 2021年3月11日          | ジョー・バイデン                                        |
| 86 |                | メリック・ガーランド                 | 2021年3月11日          | 2025年1月20日          | ジョー・バイデン                                        |
| -  |                | ジェームズ・マクヘンリー（代理）     | 2025年1月20日          | 2025年2月5日           | ドナルド・トランプ                                      |
| 87 |                | パム・ボンディ                       | 2025年2月5日           | (現職)                 | ドナルド・トランプ                                      |